# Jens-Erik Madsen
Jens-Erik Madsen (nascido em 30 de março de 1981) é um ciclista profissional dinamarquês. Conquistou uma medalha de prata competindo nos 4 km de perseguição por equipes durante os Jogos Olímpicos de 2008, em Pequim.